# Jurrien Grevelink
Jurrien Grevelink (gedoopt Groningen 30 juni 1737 - Bleiswijk, 8 oktober 1797) was schipper en equipagemeester van de VOC.

## Leven en werk
Grevelink werd in 1737 in Groningen gedoopt als zoon van de latere verlaatmeester en vervener Willem Grevijlink. Hij werd in 1759 extra ordinair luitenant ter zee van het Edele Mogende Collegie ter Admiraliteit op de Maze te Rotterdam. Grevelink trad daarna in dienst bij de VOC en maakte in de periode 1764 t/m 1778 diverse reizen naar Nederlands-Indië. Hij begon in 1764 als derdewaak op de Walenburg en werd in 1767 onderstuurman op dit schip. In 1770 was hij opperstuurman op de IJsselmonde en maakte de terugtocht met de Aschat. In 1773 was hij schipper van de Vrouwe Elisabeth en maakte de terugvaart naar Nederland met de Beekvliet. In 1775 was hij schipper van de Diana. Vervolgens was hij equipagemeester bij de kamer Rotterdam van de VOC en fungeerde tevens als opzichter van de VOC-werf aldaar. Hij ging in een nieuw huis op deze werf wonen. Rond 1791 kocht hij van de baljuw van Bleiswijk diens buitenverblijf Zeerust waar hij zich vestigde.
Hij trouwde op 17 september 1772 te Rotterdam met Anna Jacoba Bisschop. Uit hun huwelijk werden drie kinderen geboren. Hun zoon Willem werd jurist en lid van de raad van Zaltbommel. Hun zoon Dirk Bisschop Grevelink zou als eerste zeeofficier benoemd zijn tot ridder in de Orde van de Nederlandse Leeuw. Hun zoon Jacob werd na een carrière als kapitein ter koopvaardij commissaris van politie te Amsterdam. Grevelink overleed op 60-jarige leeftijd in zijn residentie huize Zeerust te Bleiswijk. Hij werd begraven op de begraafplaats Charlois in Rotterdam.